# المدمرة نوع 055 الصينية

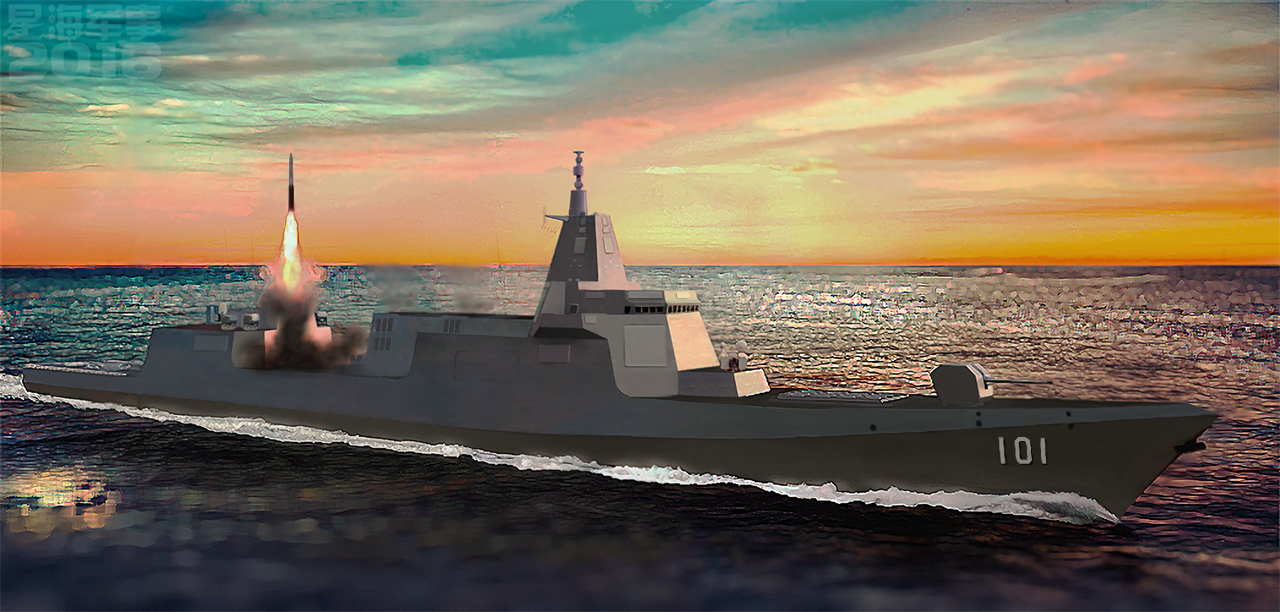
المدمرة 055 الصينية الجديدة

المدمرة من النوع 055 (الناتو / OSD Renhai - class cruiser ) هي فئة من مدمرات الصواريخ الموجهة الشبحية التي يتم إنشاؤها للقوات البحرية لجيش التحرير الشعبي الصيني. إنه تصميم متعدد المهام ؛ يجمع بين أجهزة الاستشعار والأسلحة، حيث تفوق قدرات الحرب المضادة للغواصات علي المقاتلات السطحية الصينية السابقة.من المتوقع أن تقوم المدمرة 055 بالمهام استكشافية وتشكل المرافقة الأساسية لحاملات الطائرات الصينية.
تصنف الولايات المتحدة هذه السفن على أنها طرادات. تعرف البحرية الأمريكية الطراد بأنه مقاتل سطحي كبير متعدد المهام مع مرافق العلم ؛

## التطوير
كانت بحرية جيش التحرير الشعبي مهتمة بمدمرة كبيرة منذ أواخر الستينيات. تم إلغاء البرنامج، الذي أطلق عليه اسم "055"، بدأ في عام 1976 في عام 1983 بعد مواجهة عقبات تقنية لا يمكن التغلب عليها من التخلف الصناعي ؛ على سبيل المثال، حيث لا يمكن إنتاج محطات التوربينات الغازية المطلوبة محليًا ولا استيرادها بأسعار مقبولة.
في أبريل 2014، ظهرت صورة لنموذج كامل للهيكل العلوي من النوع 055 - مع سارية مدمجة مغلقة للرادار والإلكترونيات الأخرى - في نطاق الاختبارات الإلكترونية البحرية الصينية في ووهان.
بدأت نانتشانغ، أول سفينة من نوعها، البناء في عام 2014 في حوض بناء السفن جيانغنان في شنغهاي، وتم تشغيلها في 12 يناير 2020. كان أول ظهور علني لها - - خلال عرض الذكرى السبعين لـلثورة في 23 أبريل 2019. عندما تم إطلاقها، كانت نانشانغ من بين أكبر السفن الحربية بعد الحرب العالمية الثانية التي تم إطلاقها في شرق آسيا.

## التصميم

### التخفي
يعتمد النوع 055 طريقة التقليدية المشتعل بدن مع ميوة السفينة الشبحية بما في ذلك طريقة القوس منتفخ الذي يخفي سلاسل المرساة وغيرها من المعدات. تم تكوين القوس وهيكل سطح السفينة الرئيسي بشكل مشابه للمدمرات من النوع 052C / D السابقة. يزيد الهيكل المستمر في وسط السفينة من الحجم الداخلي ويقلل من المقطع المعرض للرادار. يقلل التصميم المنحني من توقع الأشعة تحت الحمراء والمقطع المعرض للرادار. ترجح المصادر الصينية إلى أن التصميم متخفي بشكل كامل، مع تقليل الرادار والضوضاء والأشعة تحت الحمراء والإنبعاث الكهرومغناطيسي.

### توليد الطاقة
توليد الطاقة الدافعة يتم من خلال أربعة توربينات هوائية نت طراز 28 QC-280 بقوة 28 ميجاوات بطريقة دمج الغاز.وبذلك يتم توفير طاقة إضافية من خلال ستة توربينات غازية 5 ميجاوات QD-50.
تقدر السرعة القصوى بـ 30 عقدة.

### إلكترونيات
تشير االصين إلى أن الطراز 055 قادر على «قيادة مجموعة قتالية وعناصر داعمة». من المحتمل أن تكون أنظمة القيادة والتحكم وإدارة المعركة قابلة للمقارنة مع أنظمة PLAN الأمريكية الحديثة، والتي تعكس الاهتمام المكثف بتكامل المعلومات من أواخر القرن الواحد والعشرين.
المستشعرات تتضمن أربعة رادارات من نوع S-band Type 346B نشطة بنظام ماسح ضوئي (AESA)، ورادار X-band، وسونار مثبت على البدن القوس، وسونار داخلي.
تم تركيب العديد من وسائل دعم الحرب الإلكترونية (ESM)، و المضادات الإلكترونية (ECM)، وأجهزة الاستشعار الكهروضوئية (EO) ووصلات البيانات. و على الأرجح فهي أكثر تقدمًا من تلك التي تم نشرها على السفن السابقة.
يوجد منفذ سونار أعماق وسونار خارجي. و سونار مقوس أكبر من االمدمرات الصينيية السابقة.
المستشعرات تتضمن أربعة رادارات من نوع S-band Type 346B نشطة بنظام ماسح ضوئي (AESA)، ورادار X-band، وسونار مثبت على البدن القوس، وسونار داخلي.

### التسلح
التسلح الأساسي عبارة عن نظام قذائف موجهة محمولة في 112 نظام إطلاق عامودي (VLS) ؛ مكونة من 64 فتحة للأمام و 48 فتحة في الخلف. يتم استخدام نفس نموذج VLS في المدمرة من النوع 052D، والتي يعتقد أنها تطبيق لمعيار GJB 5860-2006. يُرجح استخدام الشكل الطوبل، مع فتحات يبلغ طولها 9 أمتار. من المتوقع أن يحمل هذا الطراز 055 صواريخ كروز YJ-18 الصينية المضادة للسفن، وصواريخ أرض - جو اتش كيو-9، و وطوربيدات صاروخية مضادة للغواصات في الدخول للخدمة. وصواريخ كروز CJ-10 للهجوم الأرضي، ومن المحتمل أن تحمل الخلايا الأكبر حجمًا أيضًا صواريخ باليستية مضادة للسفن.

## التطورات المستقبلية
لقد تم اقتراح لتغيرات مستقبلية تكون فيها مسلحة بأشعة الليزر أو المدافع الكهرومغناطيسية. نظرًا لأن التصميم الحالي لا يحتوي على الدفع الكهربائي المتكامل IEP or IFEP، فإن تركيب الدفع الكهربائي المتكامل IEP or IFEP سيكون مطلوبًا للسفينة في المستقبل.

## طرازات السفن
| # | الرقم | الإسم    | الشركة المصنعة        | تاريخ الأصدار  | الحالة         |
| - | ----- | -------- | --------------------- | -------------- | -------------- |
| 1 | 101   | نانتشانغ | جانغنان لبناء السفن.  | يونيو 2017     | نشط            |
| 2 | 102   | لاسا     | جانغنان لبناء السفن.  | أبريل 2018     | تحت الإختبارات |
| 3 | 103   |          | دليان لصناعة السفن    | 3 يوليو 2018   | تحت الإختبارات |
| 4 | 104   |          | دليان لصناعة السفن    | 3 يوليو 2018   | تحت الإختبارات |
| 5 | 105   |          | جيانغنان لبناء السفن. | 12 سبتمبر 2019 | تحت الإختبارات |
| 6 | 106   |          | دليان لصناعة السفن    | 26 ديسمبر 2019 | تحت الإختبارات |
| 7 | 107   |          | دليان لصناعة السفن    | 30 أغسطس 2020  | تحت الإختبارات |